# Peter Vagenas
Panayiotis Alexiou "Peter" Vagenas (ur. 6 lutego 1978 w Pasadenie) – amerykański piłkarz, grający na pozycji pomocnika. W latach 2000–2008 związany z klubem Los Angeles Galaxy.
W 1996 roku Vagenas grał dla młodzieżowego klubu UCLA Bruins. Występował tam przez trzy lata, do 1999 i miał na swoim koncie 82 występy i 15 bramek. W wieku 22 lat (2000) Vagenas rozpoczął zawodową karierę podpisując kontrakt z Los Angeles Galaxy. W barwach Galaxy rozegrał tam 183 meczów i zdobył 14 goli.
Vagenas brał udział na Letnich Igrzyskach Olimpijskich w 2000 roku, gdzie zdobył trzy bramki. 25 października 2000 roku Vagenas zadebiutował w piłkarskiej reprezentacji USA w meczu przeciwko reprezentacji Meksyku. Późniejsza kontuzje uniemożliwiły mu dalsze występy w reprezentacji i jego licznik zatrzymał się na trzech występach.